# Phượng Nghi
Phượng Nghi là một xã thuộc huyện Như Thanh, tỉnh Thanh Hóa, Việt Nam.
Toàn xã có 11 thôn: Bái Đa I (Thôn 1), Bái Đa II (Thôn 2), Bái Bò (Thôn 3), Phượng Hưng (Thôn 4), Đồng Bể (Thôn 5), Đồng Thung (Thôn 6), Đồng Bai (Thôn 7), Đồng Mách (Thôn 8), Khe Đen (Thôn 9), Khe Tre (Thôn 10), Đồng Phông (Thôn 11).